# Bojanowo (Mazovia)
Bojanowo [pronunciación en polaco: /bɔjaˈnɔvɔ/] es un pueblo en el distrito administrativo de Gmina Radzanów, dentro del Distrito de Mława, Voivodato de Mazovia, en el centro-este de Polonia. Se encuentra aproximadamente 2 kilómetros al sur de Radzanów, 30 kilómetros al sudoeste de Mława, y 100 kilómetros al noroeste de Varsovia.